# Sant Estève de Blela
Sent Estève de Bleira o més aviat Sent Estefe de Bleila (en francès i oficialment Saint-Étienne-sur-Blesle) és un municipi francès situat al departament de l'Alt Loira i a la regió d'Alvèrnia-Roine-Alps. L'any 2007 tenia 48 habitants.

## Demografia

### Població
El 2007 la població de fet de Saint-Étienne-sur-Blesle era de 48 persones. Hi havia 27 famílies de les quals 8 eren unipersonals (8 homes vivint sols), 15 parelles sense fills i 4 parelles amb fills.
La població ha evolucionat segons el següent gràfic:
Habitants censats

### Habitatges
El 2007 hi havia 56 habitatges, 26 eren l'habitatge principal de la família, 19 eren segones residències i 11 estaven desocupats. Tots els 56 habitatges eren cases. Dels 26 habitatges principals, 25 estaven ocupats pels seus propietaris i 1 estava llogat i ocupat pels llogaters; 1 tenia dues cambres, 6 en tenien tres, 6 en tenien quatre i 13 en tenien cinc o més. 19 habitatges disposaven pel capbaix d'una plaça de pàrquing. A 9 habitatges hi havia un automòbil i a 14 n'hi havia dos o més.

### Piràmide de població
La piràmide de població per edats i sexe el 2009 era:
| Homes | Edats   | Dones |
| ----- | ------- | ----- |
| 0     | 95 o +  | 0     |
| 0     | 90 a 94 | 4     |
| 0     | 85 a 89 | 0     |
| 4     | 80 a 84 | 0     |
| 4     | 75 a 79 | 8     |
| 4     | 70 a 74 | 4     |
| 0     | 65 a 69 | 0     |
| 0     | 60 a 64 | 0     |
| 0     | 55 a 59 | 0     |
| 4     | 50 a 54 | 4     |
| 0     | 45 a 49 | 0     |
| 0     | 40 a 44 | 0     |
| 0     | 35 a 39 | 0     |
| 0     | 30 a 34 | 0     |
| 0     | 25 a 29 | 0     |
| 0     | 20 a 24 | 0     |
| 0     | 15 a 19 | 0     |
| 0     | 10 a 14 | 4     |
| 0     | 5 a 9   | 0     |
| 0     | 0 a 4   | 0     |

## Economia
El 2007 la població en edat de treballar era de 29 persones, 18 eren actives i 11 eren inactives. De les 18 persones actives 17 estaven ocupades (11 homes i 6 dones) i 1 aturada (1 dona i 1 dona). De les 11 persones inactives 6 estaven jubilades i 5 estaven classificades com a «altres inactius».
Activitats econòmiques
Dels 2 establiments que hi havia el 2007, 1 era d'una empresa d'hostatgeria i restauració i 1 d'una empresa classificada com a «altres activitats de serveis».
L'únic servei als particulars que hi havia el 2009 era un paleta.
L'any 2000 a Saint-Étienne-sur-Blesle hi havia 6 explotacions agrícoles.

## Poblacions més properes
El següent diagrama mostra les poblacions més properes.